# Аделина Паулина Ирби
Аделина Паулина Ирби (енгл. Adeline Paulina Irby; Морнингторп, 19. децембар 1831 — Сарајево, 15. септембар 1911), познатија као Мис Ирбијева (у Србији) или Мис Ирби (у Босни и Херцеговини; енгл. Miss Irby), била је британска сифражеткиња, путописац и добротвор хришћанског народа у Босни и Херцеговини. Путовала је Балканом, прикупљала помоћ за ратовима захваћена подручја, а у Сарајеву је основала прву школу за девојке. О својим путовањима је, са својом пријатељицом и сапутницом Џорџином Мјур Макензи, написала књигу Travels in the Slavonic Provinces of Turkey-in-Europe. (Путовање по словенским земљама Турске у Европи).

## Биографија
Аделина Паулина Ирби рођена је 19. децембра 1831. године на имању Бојланд Хол, поред места Морнингторп у грофовији Норфок, где је и одрасла. Отац јој је био контраадмирал Фредерик Пол Ирби, који је своју сјајну војну каријеру започео у дванаестој години, а мајка Френсис Рајт ћерка богатог банкара. Одрастајући у удобности више класе енглеског друштва тог времена, Аделина је уживали све привилегије које је имала тако богата и угледна породица. Када јој је било дванаест година умире јој отац, а осам година касније и мајка. После мајчине смрти двадесетогодишња Аделина одлази у Лондон да живи са својом сестром и њеним мужем. У Лондону Аделина проширује своје образовање. Учи неколико језика, проучава класичне уметности, опробава се и у науци. Ипак, теоријско знање не може да задовољи њен дух, па одлучује да своје даље образовање стекне у стварном свету.

### Прва путовања
У Лондону Аделина упознаје Џорџину Мјур Макензи и њих две започињу своје путовање по Европи. У почетку са Џорџинином мајком обилазе бање у Швајцарској и туристичка места у Италији и Холандији, а затим одлучују да обиђу мање атрактивне локације. Године 1859. започињу путовање из Беча, преко Братиславе до Кракова. Уместо брзог и сигурног путовања возом, одлучују се да запрежним колима пређу Карпате, одмарајући се у успутним крчмама. Ова мала авантура претворила се у прекретницу у њиховим животима. Док су боравиле у бањи у подножју Татри, аустријске власти их задржавају у притвору, под оптужбом да су руске шпијунке и симпатизерке панславизма. До тада ни једна од њих није знала шта је панславизам, али су после овог немилог догађаја одлучиле да упознају и разумеју ко су Словени и зашто су аустријске власти толико уплашене од њих и њихових симпатизера. Годину дана пошто су се вратиле са овог путовања, своје искуство објавиле су у путописној књизи Преко Карпата (Across the Carpathians).

### Упознавање Балкана
После детаљног изучавања историје словенских народа у источној Европи Аделина и Џорџина одлучују да путују на исток, у Турску. Биле су посебно заинтересоване за европске области под турском влашћу (данашњи Балкан) и стање словенских народа који тамо живе. Носећи са собом султанов Ферман, оне у наредне три године пет пута прелазе Балкан уздуж и попреко. За то време проучавају историју Јужних Словена, уче српски, и бугарски језик. Друже се подједнако са државницима и сељацима, путују на коњима или коњским запрегама, често у пратњи наоружаних чувара. Посећују школе, цркве и џамије. Током те три године обишле су Бугарску, Босну, Србију, Косово, Албанију, Црну Гору, Грчку и Македонију, после чега су се истински могле сврстати у симпатизере Словена. Вративши се у Енглеску 1864. године њих две пишу другу путописну књигу Путовање по словенским земљама Турске у Европи (Travels in the Slavonic Provinces of Turkey-in-Europe) коју објављују у Лондону 1867. године.
Истовремено оне почињу јавно да говоре о својим путовањима и условима у којима живе словенски народи под турском влашћу на Балкану. Током овог путовања Аделина и Џорџина суочиле су се са изузетно лошим условима у којима су живели нижи слојеви становништва („раја”), неправедно високим порезима и недостатком образовних институција, нарочито школа за женску децу, па оснивају Друштво за унапређење образовања словенске деце у Босни и Херцеговини (The Association for the Promotion of Education among the Slavonic Children of Bosnia and Herzegovina).

### Школа за девојке у Сарајеву
Аделина Ирби и Џорџина Макензи сматрале су да књига о животу словенског становништва није довољна помоћ, већ да је потребно предузети и неке конкретне кораке, па одлучују да отворе Школу за девојчице. Изабрале су Сарајево, јер је у Босни тада било веома мало било каквих хуманитарних мисија, а у целој земљи постојала је само једна мала школа, у којој су се могла образовати женска деца. Прикупиле су новац од пријатеља, породице, и истомишљеника, филантропа широм Енглеске и у јануару 1870. године отвориле школу за девојке, у новоизграђеној згради. Образовање, смештај и исхрана ученица били су бесплатни, без обзира на њихову националност или вероисповест. Зграда је подигнута уз велику помоћ пруског конзула, који је у Цариграду преко посланства своје државе добио ферман за градњу, док је пројект зграде бесплатно урадио његов брат. Док је трајала градња зграде, Аделина Ирби је, да би се оспособила за педагошки рад, неко време провела проучавајући рад Института у Каисерверту (Диселдорф), где се упознавала са систем рада и проблемима едукације. Две године по отварању школе Џорџина Макензи била је, због здравствених проблема, принуђена да напусти школу и Босну. Аделина је наставила свој рад са новом сарадницом, Енглескињом Присилом Џонстон. Аделина Ирби је у Сарајеву подржавала и рад Српског просвјетног и културног друштва „Просвјета”.
Кад је школа почела с радом, скоро читав град се успротивио, објашњавајући то чињеницом да је она странкиња, протестанткиња и да ради на томе да дјевојчице преведе „на своје”. Најгласнији је био фра Грга Мартић, после чије проповеди се из школе исписало свих 9 ученица католичке вере. Ни православни свештеници у почетку нису много заостајали у пропаганди против ове школе. И једни и други доживљавају Ирбијеву као конкуренцију, а њен рад као удар на верски и национални идентитет. Једина подршка коју је добила од домаћег становништва дошла је од Стаке Скендерове, жене која је отворила прву женску школу у Сарајеву. Стака је тада јавно иступила усред општине, срчано бранећи Аделину Ирби и њену школу. Захваљујући њеном ауторитету црквено-школска општина повлачи своју „Објаву народу” којом је тражила да Срби не шаљу децу у протестантску школу.

#### Организација и рад школе
На самом почетку рада Аделина Ирби је имала непријатности због школе. И православци и католици гледали су с неповерењем на њен рад, с обзиром да су две Енглескиње биле протестантске вере, а прве учитељице пруске часне сестре. Зато Аделина Ирби уместо часних сестара запошљава учитељицу Сару Панић из Београда и учитеља Симу Чајкановића из Сарајева. Иако је школа била отворена за све вероисповести, углавном су је похађале српске ученице, тако да се школа у извештајима и документима убрзо почела називати српска женска школа. У школи се учила основна писменост, ручни рад, историја, као и основе лепог понашања. Школу су прво похађала деца из богатих српских породица, да би се касније, како се школа стабилизовала, све се више окретала сиромашнима. Тако је пред устанак 1875. ову школу похађао велики број ђака којима је она била и друга кућа, пружајући им смјештај, храну и одећу. Школа Аделине Ирби се током времена претворила у средњу школу у којој је школовање трајало осам година. Прва четири разреда била су редовна основна школа, пети разред девојачка школа, а последња три разреда била су учитељска школа. Из ове школе изашла је прва генерација Српкиња интелектуалки у Босни и Херцеговини. Оне су се касније запослиле у српским школама широм Босне и Херцеговине, где су радиле као учитељице. Аделина Ирби оставила је неизбрисив траг и у генерацијама школованих девојака, које су преносиле стечено знање и крчиле путеве данашњој женској равноправности.

### Збрињавање избеглица
У лето 1875. године у Херцеговини избија народни устанак против турског зулума, познат као Невесињска пушка. Аделина Ирби и Присила Џонстон то лето провеле су у Енглеској и тек што су се вратиле у Сарајево, устанак је захватио и Босну. Оне хитно евакуишу школу и пет својих ученица одводе у женску школу у Прагу. Потом сву своју пажњу усмеравају на помоћ многобројним избеглицама, које у великом броју почињу да лутају путевима широм Славоније. Одлазе у Енглеску и уз помоћ Флоренс Најтингејл започињу прикупљање новца за „Фонд за помоћ деци без родитеља” (Orphan Relief Fund). Три месеца касније враћају се и отварају школе за децу избеглице широм Славоније. Ове школе пружају уточиште деци избеглицама, а Аделини и Присили центре за дистрибуцију помоћи. У међувремену је стигла и зима, а са њом епидемија великих богиња и тифуса. До јуна 1876. године отвориле су осам оваквих школа, у којима је уточиште нашло четири стотине деце, а помоћ у храни и одећи обезбеђена за више од три хиљаде избеглица. Током наредне три године, Аделина и Присила збрињавају на хиљаде избеглица. До лета 1877. године основале су двадесет оваквих школа, које је похађало између 1500 и 2000 деце. Године 1877, под притиском тадашње аустроугарске власти у Хрватској, Аделина Ирби затвара све своје школе, напушта Славонију и одлази у Книн. У Книну је отворила четири нове школе, које је похађало 180 ђака, али се не задржава само на подизање школа. Она у Далмацији помаже избјеглице и на друге начине, па средствима која су јој стизала из Енглеске подиже колибе у које је сместила око 120 породица.
Током четири године, од 1. октобра 1875. до 13. јуна 1879, Аделина и Присила дистрибуирале су око 41.000 £ (што би данас износило око 3.000.000 $) обезбеђујући животне намирнице, смештај и образовање, спасивши безброј избеглица од сигурне смрти. Аделина Ирби је из устанка изашла са атрибутима „племенита” и „мајка босанске сиротиње”, који су је пратили до краја живота и са којима је ушла у историју.

### Повратак у Сарајево
Године 1878. Босна и Херцеговина потпадају под аустријску јурисдикцију и аустријске власти нерадо, тек после много ургенција, дозвољавају Аделини и Присили да се врате у Босну. У лето 1879. године Аделина и Присила се враћају у Сарајево да обнове школу. Нова, обновљена и проширена школа пружала је смештај за 66 деце, укључујући и дечаке. Настава је, осим теоријског знања, обухватала и практично развијање различитих вештина неопходних за каснији живот. Што се религијске основе тиче, нагласак је био на Библији и хришћанском учењу, али су деца охрабривана да посећују своје богомоље и славе своје верске празнике. Присила Џонстон вратила се у Енглеску 1885. године, а Аделина Ирби остала је у Сарајеву до краја живота и наставила са својим радом, често финансирајући рад школе сопственим новцем. Њен рад је за многе сиромашне девојке представљао једини начин да се школују.
Аделина Паулина Ирби умрла је 15. септембра 1911. године. Њена смрт ожаљена је не само у Сарајеву и широм Босне, већ и у Србији. Заставе су спуштене на пола копља, а црне тканине висиле су са многих прозора и балкона православних становника Сарајева. Упркос упутствима које је оставила, захтевајући скромну сахрану, посмртну поворку која је кренула од школе чинили су деца и наставници њене школе, ученици свих осталих сарајевских школа, енглеском конзул и његова супруга, представници енглеске заједнице у Сарајеву, представници власти, свештенства и страних дипломата, као и грађани Сарајева, а пристизали су и поштоваоци из целе Босне и Србије. Сахрањена је, према сопственој жељи, на протестантском гробљу на Кошевском брду. Гроб је касније премештен на гробље „Св. Јосип” у сарајевском насељу Циглане. Сву своју имовину оставила је Српском просвјетном и културном друштву „Просвјета” и Задрузи Српкиња.

## Објављене публикације
Аделина Паулина Ирби је половином 19. века, заједно са Џорџином Мјур Макензи, започела своја путовања Европом, посебно се интересујући за Балканско полуострво. О тим путовањима заједно су објавиле серију путописа. Прву књигу, Across the Carpathians, објавиле су анонимно 1862. године. Исте године објавиле су и чланак Christmas in Montenegro (Божићу у Црној Гори) који се појавио у збирци Vacation tourists and notes of travel (Путници и записи с путовања). Њихово најважније дело свакако је путописна књига Travels in the Slavonic Provinces of Turkey-in-Europe, сведочанство о њиховом путовању Балканским полуострвом,, први пут објављена 1867. године на 700 страна. Та обимна књига, у којој је Србији посвећена безмало половина путописног текста, остварила је далеко најдубљи и најдуготрајнији утисак на генерације читалаца и изван граница Британске империје. Већ следеће године књига је преведена на српски и објављена у Београду. Књигу је превео, написао предговор и објавио је књижевник и каснији дипломата Чедомиљ Мијатовић, уз материјалну помоћ кнеза Михајла Обреновића.
Због великог интересовања, после другог путовања Аделине Ирби у Босну књига је знатно допуњена и проширена описом стања у Босни и Херцеговини, живим сведочењем о доживљајима у току путовања од аустријске границе до Сарајева и назад, као и о политичким приликама после избијања хришћанског устанка 1875. године. За ово издање Аделина је успела да придобије пажњу веома утицајног политичара и дугогодишњег енглеског премијера Вилијама Јуарта Гледстона, који је написао врло значајан предговор за друго издање. Ово друго, проширено и допуњено издање објављено је 1877. године, после смрти Џорџије Макензи. Гледстон је касније помагао мисију Аделине Ирби у Босни, а овој књизи поклањао пуно поверење и одломке из ње цитирао у својим предавањима и политичким говорима у Парламенту. У предговору књизи између осталог је написао: „По мом мишљењу, ниједан дипломата, конзул, ни путник из нашег народа нису тако снажно утицали на наше јавно мњење, нити тако значајно обогатили наша знања о овом сложеном питању као ова књига”.
Аделина Ирби бавила се и тадашњом политичком ситуацијом на Балкану. Своје ставове објавила је у публикацијама The martyrs of Turkish misrule (Жртве турског безакоња) и Notes on the South Slavonic countries in Austria and Turkey in Europe (Белешке о јужнословенским покрајинама Аустрије и Турске у Европи).
У својим публикацијама Аделина Ирби - Мис Ирбијева је разбила све предрасуде о „дивљим” Словенима настањеним на Балкану, о којима већина Енглеза скоро ништа није знала. Енглеском читаоцу предочила је, између осталог и истину о српском народу чије су некада моћно царство покорили турски освајачи. Писала је такође и о непроцењивом културном и уметничком благо тога некада великог царства, безобзирно пљачканом, рушеном и уништаваном и о људима који су мучени, тлачени и понижавани.

### Важнији радови
- Muir-Mackenzie, Georgina; Irby, Adelina Paulina (1866). Travels in the Slavonic Provinces of Turkey-in-Europe (1. изд.). London.
- Мјур-Макензи, Џорџина; Ирби, Аделина Паулина (1868). Путовање по словенским земљама Турске у Европи. Београд: Државна штампарија.

## Одликовања
Због свог хуманитарног рада и помоћи коју је пружила православном становништву које је живело под влашћу Османлија одликована је са више ордена српских и црногорских владара. Одликована је Таковским крстом краља Александра Обреновића, орденом Светог Саве другог реда краља Петра Првог, као и Даниловим крстом црногорског краља Николе Петровића Његоша.

## Сећања
- Године 1934. у Сарајеву је организована прослава поводом стогодишњице њеног рођења (иако је рођена 1831), која је обележена и широм тадашње Краљевине Југославије.[9] У Београду је тада приређена и велика југословенска комеморативна свечаност на којој су поред осталих присуствовали, према писању тадашње штампе, енглески, француски, немачки, италијански, белгијски и чешки конзул.
- У Музеју Старе православне цркве у Сарајеву 12. децембра 2004. године, обележена је стотинуседамдесета годишњица од рођења ове велике добротворке српског народа. Митрополит дабробосански Николај о Аделини Паулини Ирби тада је рекао: „Пуних педесет година радила је та племенита жена у највећој скромности и тишини, неуморно и предано на пољу просвјећивања српског народа, на ублажавању бола и патњи слабих и немоћних, не жалећи ни труда, ни материјалних жртава, па ни саму себе, само да би што више помогла и што више добра учинила”.[25]
- Српско културно друштво Просвјета у Сарајеву, посветило је свечану академију успомени на мис Аделину Паулину Ирби 2011. године, поводом стогодишњице њене смрти.[10]
- Захвални грађани Сарајева једну улицу у центру града назвали су Мис Ирбина улица. Име ове улице деценијама се није мењало, упркос историјским превирањима.
- У Музеју Старе православне цркве у Сарајеву чувају се њене фотографије и неки од њених личних предмета[7]
- Аделина ИрбиЈедна улица у београдској општини Звездара такође носи њено име. Ова улица је, током комунистичке власти, носила име народног хероја Заге Маливук, да би јој 2004. године било враћено старо име - Улица Мис Ирбијеве.[26]

Говорећи о Аделини Ирби, чувеној Мис Ирбијевој, Иво Андрић је рекао: „Никада нећемо моћи до краја да сазнамо ни до краја да процјенимо све што је она жена учинила за Босну, развијајући међу нашим дјевојкама љубав према својој земљи, својем дому и послу, и тежњу ка бољем и племенитијем животу, јер све што је она, вјерна својем карактеру, радила, чинила је с највећим самопожртвовањем, без икакве хвалисавости и разметљивости... Нека нешто од те племените ведрине пређе и на нас и надахне нас у свим нашим дјелима. Нека њен мио и озбиљан лик остане међу нама, у нашем сјећању, као симбол и спомен онога што је најбоље у нама и у свим људима.”. Алекса Шантић посветио јој је песму. Делфа Иванић и Живојин Дачић, секретар „Народне одбране“, су јој по жељи краља Петра, који ју је веома цијенио, ишла на сахрану у Сарајево. Ирвијева, као велика српска добротворка у Босни је Петру и његовим устаницима у рату 1875–1878. указивала велику помоћ. Делфа је имала задатак да положи осам вијенаца од стране свих женских друштава из Београда („Српски народни женски савез“, „Коло српских сестара“, „Београдско женско друштво“, „Одбор госпођа кнегиње Љубице“, „Материнско удружење“, „Српска мајка“ и Дом ученица средњих школа), а Дачић 5: у име краља Петра, владе Србије, Академије наука, Народне скупштине и „Народне одбране“ . Због краткоће времена у возу су писали говоре. Говори нису прочитани, јер их је забранила аустријска окупациона власт. Да ће бити проблема, знали су већ у Славонском Броду, гдје су на жељезничкој станици видјели злогласног новинара Исидора Штајнхарта, београдског дописника бечкога „Цајт-а“ коме је раније било отказано гостопримство у Београду, због његовог непријатељског држања у односу на Краљевину Србију и српски народ. Чим су видјели да је ушао у телефонску кабину, знали су да ће имати проблема. То се и десило, јер им је у Сарајеву било забрањено да одрже опроштајне говоре. Такву сахрану и такав свечани испраћај, говорили су Делфи житељи Сарајева, не памти Сарајево у својој историји. Жеља јој је била, да се покопа у протестантском гробљу и по могућности да јој се тијело спали. По њеној жељи, скроман споменик јој је подигла „Просвјета“ и Српска женска сарајевска задруга са натписом: Овдје почива у миру велика добротворка српског народа у Босни и Херцеговини АДЕЛИНА ПАВЛИЈА ИРБИ рођена 7(19) децембра 1831. у Бојланд Холу Норфолк у Енглеској умрла у Сарајеву 2 (15) септембра 1911. год. Споменик је исклесао њен питомац Петар Векић. Делфа у својим Успоменама наводи и пјесму њој посвећену, поводом њене смрти, а позива и сваког Србина који иде у Сарајево да посјети гроб највеће српске добротворке, којој су се поклонили на сахрани сви који српски мисле у Сарајеву, а и шире.

## Занимљивости
О британским путницама, које су током 19. века, вођене филантропским идејама, путовале неистраженим пределима Европе, Азије и Африке, постоји и низ необичних и занимљивих података. Највећи број односи се на садржај њиховог пртљага. Један од најинтересантнијих података везан је управо за Аделину Ирби. Она је у свом пртљагу, на путовању преко Балкана, носила и поцинковану каду, која се по потреби могла претворити и у сто за ручавање. Руски дипломата Иван Јастребов наводећи особе које су посјетиле Дечане, међу осталима спомиње и Ирбијеву и Макензијеву..